# Bahnhof Seligenstadt (Hess)
Der Bahnhof Seligenstadt (Hess) ist der Bahnhof der hessischen Stadt Seligenstadt im Landkreis Offenbach und liegt an der Bahnstrecke Eberbach–Hanau. Sein Empfangsgebäude an der Eisenbahnstraße 5D ist ein Kulturdenkmal nach dem Hessischen Denkmalschutzgesetz.

## Geschichte
Mit Inbetriebnahme des Abschnitts Babenhausen–Hanau am 1. Mai 1882 bekam die Entwicklung von Seligenstadt neue Impulse.
Zum Fahrplanwechsel am 11. Dezember 2005 übernahm das Eisenbahnverkehrsunternehmen Vias von der Deutschen Bahn den Personenverkehr auf der Strecke. Einhergehend damit erfolgte auch eine grundlegende Modernisierung der Gleise und Bahnsteige und der Bau eines P+R-Parkplatzes an Stelle des ehemaligen Gütergleises. Die Formsignale wurden durch zentral gesteuerte Lichtsignale ersetzt. Der Mittelbahnsteig wurde zurückgebaut und das Gleis 2 verkürzt. Seitdem verfügt der Bahnhof über zwei hintereinander liegende Bahnsteige sowie eine Kreuzungsmöglichkeit, die aber planmäßig nicht benötigt wird. Der Bahnsteig von Gleis 1 liegt direkt vor dem Empfangsgebäude, jener von Gleis 2 wenige Meter südlich vor dem P+R-Parkplatz.
Von Februar 2021 bis Februar 2022 wurde des Bahnhofsumfeld zu einem zentralen ÖPNV-Verknüpfungspunkt umfassend umgestaltet. Hierbei wurden u. a. die Bushaltestellen barrierefrei umgebaut sowie moderne Bike-and-Ride- und Park-and-Ride-Anlagen errichtet.

## Empfangsgebäude und Restauration
Das Empfangsgebäude des Bahnhofs – damals noch weit außerhalb der Stadt liegend – wurde 1882 als Typenbau von der Hessischen Ludwigsbahn in einem einfachen klassizistischen Stil errichtet. Es dient heute als Eventlocation. Aus dem Eröffnungsjahr stammt auch die ehemalige „Restauration zum Bahnhof“, welche noch heute als Gasthaus genutzt wird.

## Verkehr

### Schiene
Vias betreibt im Auftrag des Rhein-Main-Verkehrsverbundes (RMV) im Stundentakt die Linie RB86 von Groß-Umstadt Wiebelsbach nach Hanau. Ergänzend kommen im Zweistundentakt die Züge der Linie RE85 von Groß-Umstadt Wiebelsbach und teilweise Erbach nach Frankfurt (Main) Hbf dazu.
| Linie | Verlauf | Takt                                                        |
| ----- | --- | ----------------------------------------------------------- |
| RE 85 | Odenwaldbahn: Frankfurt (Main) Hbf – Frankfurt (Main) Süd – Offenbach (Main) Hbf / (Frankfurt (Main) Ost – Maintal Ost → Hanau West →) – Hanau Hbf – Hainburg-Hainstadt – Seligenstadt (Hess) – Babenhausen (Hess) – Groß-Umstadt Mitte – Groß-Umstadt Wiebelsbach – Höchst (Odenw) – Bad König – Michelstadt – Erbach (Odenw) Stand: Fahrplanwechsel Juni 2022 | 60 min (Frankfurt–Babenhausen) 120 min (Babenhausen–Erbach) |
| RB 86 | Odenwaldbahn: Hanau Hbf – Hanau-Klein Auheim – Hainburg-Hainstadt – Seligenstadt (Hess) – (Mainhausen-Zellhausen –) (zweistdl.) Babenhausen (Hess) – Babenhausen Langstadt – Groß-Umstadt Klein-Umstadt – Groß-Umstadt Mitte – Groß-Umstadt Wiebelsbach Stand: Fahrplanwechsel Juni 2022                                                                        | 60 min                                                      |

### Bus
Im Öffentlichen Personennahverkehr (ÖPNV) auf der Straße wirkt die Kreis-Verkehrs-Gesellschaft Offenbach (KVG) als Lokale Nahverkehrsgesellschaft und Aufgabenträger im Rhein-Main-Verkehrsverbund (RMV).
Am Bahnhof Seligenstadt halten die regionalen Buslinien 58, OF-85, OF-86 und OF-99, welche umsteigefreie Verbindungen nach Aschaffenburg, Rodgau, Obertshausen, Mainhausen, Dietzenbach und Langen bieten.